# Normalsegelapparat

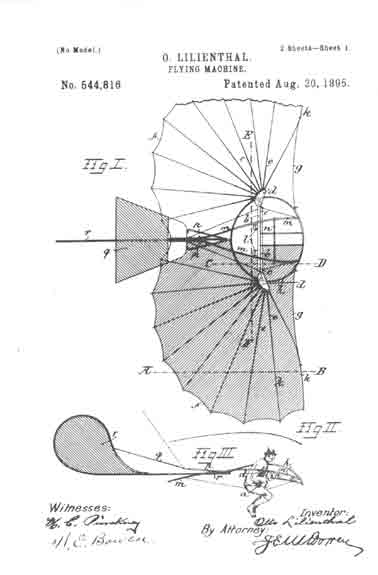
Lilienthal flying machine

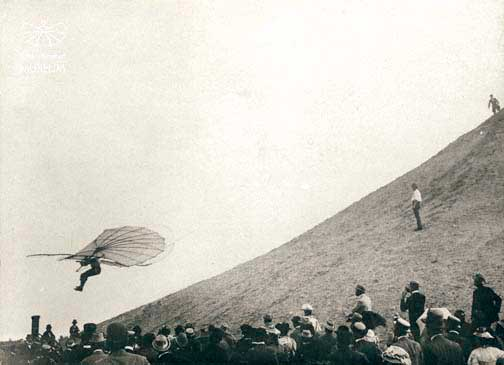
Fliegeberg Lichterfelde, 29 giugno 1895

Il Normalsegelapparat  di Otto Lilienthal fu il primo velivolo prodotto in serie della storia. Nel 1893 da ricerche effettuate nel quartiere di Berlin-Lichterfelde furono, dal 1894 al 1896,  offerti sul mercato tali velivoli per 500 Marchi, costruiti dalla Maschinenfabrik Otto Lilienthal. Un annuncio pubblicitario del 1895 recita:
Oggi alcuni clienti sono noti, come Nikolaj Egorovič Žukovskij, William Randolph Hearst e Alois Wolfmüller. Nel 1896 il promotore americano James Means a Berlino creò una scuola di pilotaggio, chiusa dopo la morte di Lilienthal.

## Dati tecnici
- Apertura alare: 6,7 m
- Peso: 20 kg
- Altezza dal suolo massima (raggiunta da Lilienthal): 250 m
- Controllo attraverso lo spostamento del peso del pilota come nel deltaplano
- Piani di coda mobili
- Ali ripiegabili per il trasporto

## Velivoli in esposizione
Quattro Normalsegelapparate sono stati restaurati e presenti nei seguenti musei: 
- Monaco: Deutsches Museum[4]
- Washington (D.C.): National Air and Space Museum[5]
- Londra: Science Museum
- Mosca: Schukowski-Museum

Solo un altro velivolo Lilienthal è presente: il cosiddetto Sturmflügel, una variante del Normalapparates presso il Technisches Museum Wien.